# گامبی وزیر (مینی‌سریال)
گامبی وزیر (به انگلیسی: The Queen's Gambit) یک سریال کوتاه تلویزیونی در ژانر درام و خانوادگی و ساخته کشور آمریکا است؛ بر اساس رمانی با همین نام از والتر تویس که در سال ۱۹۸۳ نوشته شده. این سریال توسط اسکات فرانک و آلن اسکات ۳ دسامبر سال ۲۰۲۰ برای نتفلیکس ساخته شد. این سریال داستان زندگی شخصيتی غیر واقعی، به‌نام بث هارمون (با بازی آنیا تیلور-جوی) را دنبال می‌کند که اعجوبه‌ی دنیای شطرنج است و با این‌حال، با اعتیاد به مواد مخدر و الکل دست‌وپنجه نرم می‌کند. 
نتفلیکس، گامبی وزیر را در ۲۳ اکتبر سال ۲۰۲۰ منتشر کرد. پس از چهار هفته به پربیننده‌ترین سریال فیلمنامه ای نتفلیکس در آن زمان تبدیل شد و بعدها سریال کره ای بازی مرکب به پربیننده‌ترین سریال تاریخ نتفلیکس تبدیل شد. این مینی سریال مورد تحسین منتقدین قرار گرفت، که از عملکرد تیلور-جوی و همچنین ارزش فیلمبرداری و تولید استقبال کردند. همچنین از طرف جامعه شطرنج پاسخ مثبتی دریافت کرده و باعث افزایش علاقه عمومی به این بازی شده‌است.
همچنین این مینی سریال موفق به دریافت جایزه بهترین مینی سریال یا فیلم تلویزیونی (گامبی وزیر)، بهترین بازی نقش اول زن در یک مینی سریال یا فیلم تلویزیونی (آنیا -تیلور -جوی) در هفتاد و هشتمین دوره جوایز گلدن گلوب سال ۲۰۲۱ شد و در جوایز تلویزیونی منتخب منتقدان در سه رشته بهترین مینی سریال یا فیلم تلویزیونی (گامبی وزیر) و بهترین بازی نقش اول زن در یک مینی سریال یا فیلم تلویزیونی (آنیا-تیلور-جوی) بهترین بازی مکمل زن در یک مینی سریال یا فیلم تلویزیونی (ماریل هلر) نامزد دریافت جایزه شد که موفق به دریافت دو جایزهٔ بهترین بازی نقش اول زن (انیا-تیلور-جوی) و بهترین مینی سریال شد.

## خلاصه داستان
گامبی وزیر یک داستان خیالی دربارهٔ زندگی یک نابغه شطرنج یتیم به نام بث هارمون است. او از سن ۸ تا ۲۲ سالگی تلاش می‌کند بزرگ‌ترین شطرنج باز جهان بشود در حالی که با مشکلات عاطفی و وابستگی به مواد مخدر و الکل دست و پنجه نرم می‌کند. داستان از اواسط دهه ۱۹۵۰ آغاز و تا دهه ۱۹۶۰ ادامه دارد.

## بازیگران و شخصیت‌ها

### اصلی
- آنیا تیلور-جوی در نقش بث هارمون، جوان شطرنج بازی که مصمم است به بزرگ‌ترین شطرنج باز جهان تبدیل شود.
  - ایسلا جانستون در نقش بث جوان
  - آنات کلی در نقش بث پنج ساله
- بیل کمپ در نقش آقای شایبل، سرایدار دختران «خانه مثوئن» که به بث نحوه بازی شطرنج را آموزش دادند.
- موزس اینگرام در نقش جولین، یه دختر یتیم در خانه مثوئن
- کریستین سیدل در نقش هلن دیردوف
- ربکا روت در نقش خانم لونسدیل[۲]
- کلوئی پیری در نقش آلیس هارمون، مادر فوت شده بث
- اکمنجی ندیفورنین در نقش آقای فرگوسن
- ماریل هلر در نقش خانم آلما ویتلی، که به همراه همسرش آلستون، بث را در نوجوانی به فرزند خواندگی پذیرفت.
- هری ملینگ در نقش هری بلتیک، دوست و یکی از رقبای بث در کنتاکی
- پاتریک کندی در نقش آلستون ویتلی، شوهر آلما و پدر خوانده بث
- جیکوب فورچون-لوید در نقش تاونز، یک دوست شطرنج باز که بث عاشقش می‌شود.
- توماس برودی سنگستر در نقش بنی واتس، دوست و یکی از رقبای بزرگ بث
- مارچین دوروچینسکی در نقش واسیلی بورگوف، شطرنج باز روسیه ای قهرمان جهان و سرسخت‌ترین رقیب بث

## جوایز
- بهترین مینی سریال یا فیلم تلویزیونی در جشنواره گلدن گلوب
- بهترین بازی نقش اول زن در یک مینی سریال یا فیلم تلویزیونی(آنیا -تیلور -جوی)در هفتاد و هشتمین دوره جوایز گلدن گلوب

## استقبال

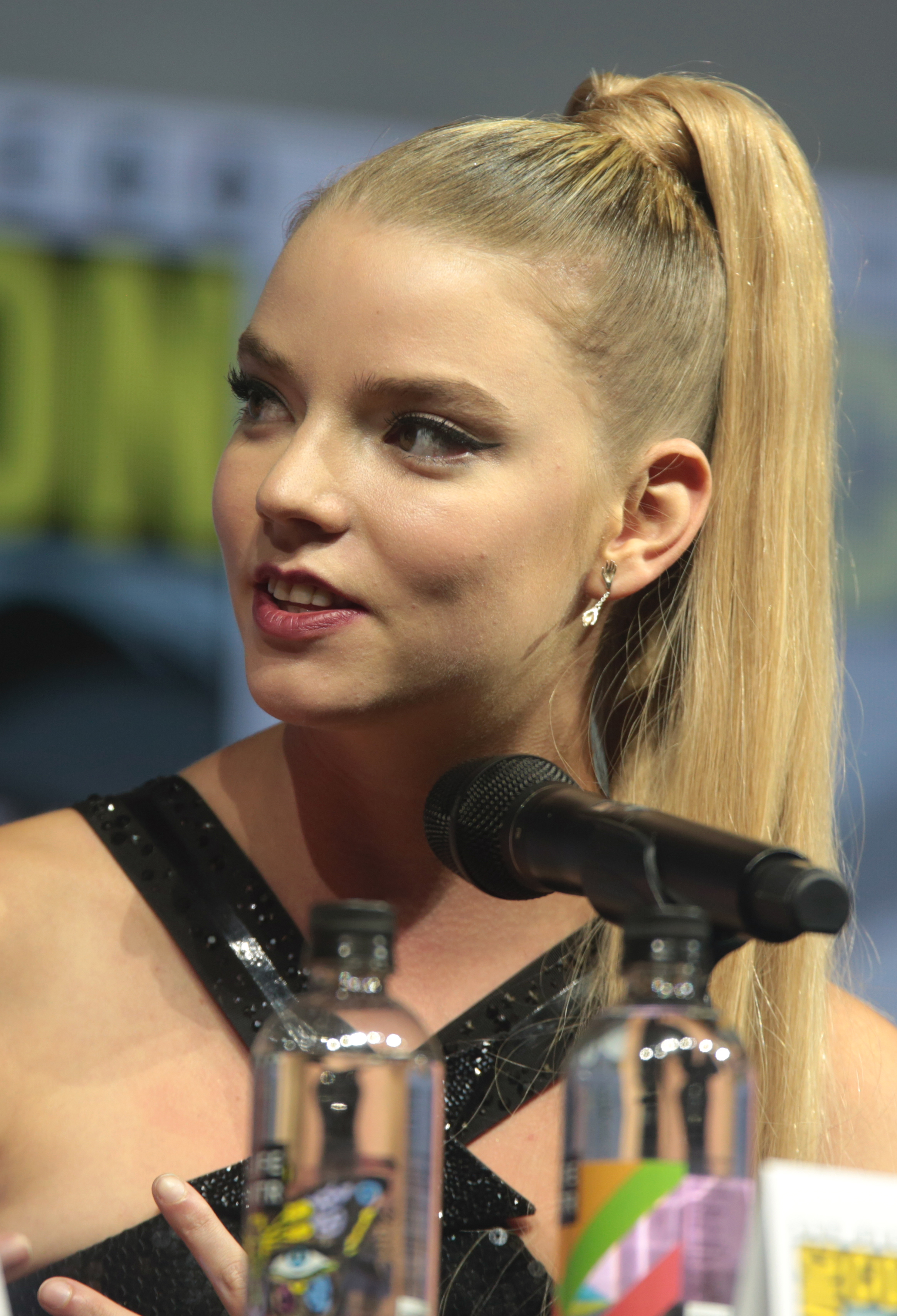
آنیا تیلور جوی در حال مصاحبه در سن دیگو 2018 Comic-Con International در سن دیگو، کالیفرنیا.

### تعداد بینندگان
در تاریخ ۲۸ اکتبر سال ۲۰۲۰، این سریال به پربیننده‌ترین سریال روز در نتفلیکس تبدیل شد. در ۲۳ نوامبر سال ۲۰۲۰، نتفلیکس اعلام کرد که این سریال از زمان انتشار تاکنون توسط ۶۳ میلیون بیننده مشاهده شده‌است، تبدیل به "بزرگترین مینی سریال فیلمنامه ای نتفلیکس تا به امروز ."شد. در مورد این، اسکات فرانک اظهار داشت: "من هر دو احساس را دارم خوشحال و مبهوت از پاسخ " در حالی که چندین رسانه آن راً یک موفقیت بعید "توصیف کردند. سرانجام در پایان سال ۲۰۲۰ گامبی وزیر با رتبه‌بندی سالانه ریلگولد در نمایش‌های نتفلیکس در رده سوم قرار گرفت و کوکوملون مقام اول را به دست آورد.
به گفته نتفلیکس، این سریال توانسته در ۹۲ کشور در بین ۱۰ سریال برتر و در ۶۳ کشور نیز برتر بوده‌است. همچنین کتاب این سریال هم پس از ۳۷ سال جزو پرفروش‌های نیویورک تایمز قرار بگیرد.
همزمان با پخش این سریال، جستجوی عبارت «چگونه شطرنج بازی کنم» در گوگل به بالاترین سطح خود در ۹ سال اخیر رسیده‌است. شرکت eBay هم اعلام کرده که جست جوی شطرنج و صفحه شطرنج در این پلتفرم ۲۷۳ درصد رشد داشته‌است.